# Robert d'Arcy
Robert d'Arcy también Robert Darcy (c. 1091-1154), fue un noble caballero anglonormando. Era hijo y sucesor de Norman d'Arcy (c. 1065-1118), señor de Arcey, Eure, Normandía. El Libro Domesday le identifica como segundo barón de Nocton, Lincolnshire. Robert fundó el priorato de Nocton en honor a María Magdalena e introdujo monjes benedictinos, entre ellos hombres santos durante 400 años.

## Baronía de Nocton
Su familia dominó el señorío durante 260 años. Sus descendientes eran muy odiados por Juan I de Inglaterra, quien en dos ocasiones se aventuró en Lincolnshire buscando el conflicto armado, ambas con resultados catastróficos. Hubo varias confiscaciones sucesivas de las propiedades familiares por diferentes rebeliones, pero en todos los casos fueron restituidas al cabo de muy pocos años.  

## Herencia
Robert d'Arcy se casó en 1139 con Alice de Cauz, hija de Robert de Calz e Isabella de Ferrers. fruto de esa relación nació su sucesor Thomas D'Arcy (c. 1143-1180), señor de Nocton.
Entre sus descendientes se encuentra John Darcy, justiciar de Inglaterra y Lord teniente de Irlanda en el siglo XIV.